# سیارک ۲۰۶۸
سیارک ۲۰۶۸ (به انگلیسی: 2068 Dangreen، نامگذاری:1948AD) دو هزار و شصت و هشتمین سیارک کشف شده‌است که در ۸ ژانویه ۱۹۴۸ و در نیس کشف شد.
قدر مطلق سیارک برابر ۱۱٫۵۰ است.